# Liste von Flößereimuseen
Die Liste von Flößereimuseen umfasst Museen, die sich mit der Technik und Geschichte der Flößerei auseinandersetzen.

## Deutschland
- Flößer- und Schiffermuseum Kamp-Bornhofen
- Flößerei- und Verkehrsmuseum Gengenbach
- Flößereimuseum Uhlstädt zur Saaleflößerei
- Flößerhaus in Rechenberg-Bienenmühle, museale Einrichtung zur Muldenflöße von Moldava (Moldau) nach Freiberg
- Flößermuseum Lechbruck am See über die Flößerei auf dem Lech
- Flößermuseum Unterrodach, Marktrodach
- Heimat- und Flößermuseum Bad Wildbad im Ortsteil Calmbach über die Flößerei auf der Enz
- Stadtmuseum Bad Tölz über die Flößerei auf der Isar
- Heimatmuseum von Wolfach (Schwarzwald) über die Flößerei auf der Kinzig
- Heimatmuseum von Wolfratshausen über die Flößerei auf der Loisach
- Schüttesäge-Museum, Museum für Flößerei, Gerberei und Holzwirtschaft Schiltach
- Stadtmuseum Pforzheim
- Stadtmuseum Romanisches Haus in Bad Kösen zur Flößerei auf der oberen Saale
- Verkehrs- und Flößermuseum, Großheringen[1]

## Norwegen
- Fetsund Lenser, Bezirk Viken

## Österreich
- Holztrift- und Forstmuseum Schöpflklause,[2] Niederösterreich/Schwechat (über die Brennholztrift)
- Forstmuseum Silvanum mit Großreiflinger Rechen in Großreifling im Gesäuse, Oberösterreich/Enns
- Erlebniswelt Auf dem Holzweg im Mendlingtal,[3] (bei Lassing und Palfau im Hochkargebiet), Steiermark/Salza (Schautriftvorführungen)
- Schiffleutmuseum in Stadl-Paura, Oberösterreich/Traun (Holz und Salz auf der unteren Traun)[4]
- museum.ebensee, Oberösterreich/Traun (Salinengeschichte und deren Feuerholzgewinnung im Salzkammergut)
- Heimatmuseum Oberndorf bei Salzburg, Land Salzburg/Salzach (in Verbindung mit der Schifferkapelle Stille-Nacht-Kapelle)